# Franz Schuler
Franz Schuler (Kufstein, 3 ottobre 1962) è un ex sciatore nordico austriaco attivo sia nello sci di fondo sia nel biathlon, disciplina nella quale colse i maggiori successi.

## Biografia
Nello sci di fondo gareggiò solo a livello nazionale. Nel biathlon in Coppa del Mondo ottenne il primo risultato di rilievo il 13 gennaio 1984 a Oberhof (34°), il primo podio il 20 dicembre 1986 a Hochfilzen (3°) e l'unica vittoria il 19 marzo 1988 a Jyväskylä.
In carriera prese parte a quattro edizioni dei Giochi olimpici invernali, Sarajevo 1984 (30° nell'individuale, 8° nella staffetta), Calgary 1988 (17° nella sprint, 36° nell'individuale, 4° nella staffetta), Albertville 1992 (21° nella sprint, 49° nell'individuale, 12° nella staffetta) e Lillehammer 1994 (30° nella sprint, 48° nell'individuale, 9° nella staffetta), e a sei dei Campionati mondiali, vincendo una medaglia.

## Palmarès

### Biathlon

#### Mondiali
- 1 medaglia:
  - 1 argento (sprint[2] a Falun/Oslo 1986)

#### Coppa del Mondo
- Miglior piazzamento in classifica generale: 9º nel 1991
- 2 podi (tutti individuali[1]), oltre a quello conquistato in sede iridata e valido anche ai fini della Coppa del Mondo:
  - 1 vittoria
  - 1 terzo posto

##### Coppa del Mondo - vittorie
| Data          | Località  | Nazione   | Spec. |
| ------------- | --------- | --------- | ----- |
| 19 marzo 1988 | Jyväskylä | Finlandia | SP    |

Legenda:

SP = Sprint

#### Campionati austriaci
- 7 medaglie[3]:
  - 2 ori (10 km individuale nel 1986; 10 km nel 1992)
  - 4 argenti (10 km, 15 km nel 1987; 10 km nel 1989; 10 km nel 1990
  - 1 bronzo (10 km nel 1988)

### Sci di fondo

#### Campionati austriaci
- 1 medaglia[3]:
  - 1 argento (50 km nel 1989)